# 董廷圭
董廷圭（1426年—？），字國器，湖廣岳州府華容縣人，軍籍，明朝政治人物。同進士出身。

## 生平
景泰元年（1450年）庚午科湖廣鄉試第一名。景泰二年（1451年）辛未科會試第一百四名，殿試登進士第三甲第一百零六名。拜山东道监察御史。升山东按察司副使。

## 家族
曾祖董榮孫。祖父董必誠。父董文玉。